# Dr.-Josef-Mehrl-Hütte
Die Dr.-Josef-Mehrl-Hütte ist eine Schutzhütte der Kategorie III der
Sektion Wien des Österreichischen Alpenvereins am Schönfeldsattel in den Nockbergen. Die Hütte liegt direkt an der Bundschuh Landesstraße (L267) und dient als Ausgangspunkt zu Wanderungen in die Nockberge.

## Zugänge
- Bundschuh: Straße 1300 m
- Innerkrems 1460 m. Gehzeit: 1 Stunde
- Karneralm 1893 m. Gehzeit: 2 Stunden
- Ramingstein über Arnoweg 974 m. Gehzeit: 6 Stunden